# آنتونیو گالاردو
آنتونیو گالاردو (انگلیسی: Antonio Galardo؛ زادهٔ ۱۸ سپتامبر ۱۹۷۶) بازیکن فوتبال اهل ایتالیا است.
از باشگاه‌هایی که در آن بازی کرده‌است می‌توان به باشگاه فوتبال کروتونه اشاره کرد.